# Axel Linus Eriksson
Axel Linus Eriksson, född 27 november 1885 i Stortorp i Närke, död 1980 i Palm Springs i Kalifornien i USA, var en svensk målare. 
Axel Linus var lärling hos standarmålaren Viktor Lindblad i Örebro och utbildade sig vid Althins målarskola och Gunnar Hallströms målarskola, Konstakademin i Stockholm och vid Académie Colarossi  och Académie Moderne i Paris. Han övertog år 1916 en ateljé efter Axel Borg vid Stortorget 14 i Örebro där han utförde bland annat landskap, bilder av gårdar, naturmotiv, porträtt och illustrationer till tidskrifter. Han emigrerade 1920 till Chicago i USA, där han blev särskilt känd som porträttmålare. För en av de svenska kyrkorna i Chicago utförde han en altarmålning och för Vikinga-Ordens samlingslokal utförde han jättemålningen Samtal mellan Frithiof och Björn som är en scen i Frithiofs saga.
Axel Linus är representerad vid Smålands museum med målningen Borgholms slottsruin och Örebro läns museum .